# 山本光男 (写真家)
山本 光男（やまもと みつお、1976年 - ）は、日本の写真家、投資家。
フォトグラファー。2000年デビュー。雑誌、広告、CDジャケットを中心に活動。2006年、ニューヨークへ渡米。2009年帰国後、ジャンルを広げムービーカメラマンとしても活動を行っている。
ニューヨークから帰国後、個人投資家として不動産や有価証券など投資活動を始める。フォトグラファーの撮影で海外の活動が多い影響で、海外不動産や海外株式など投資範囲も広げる。
現在は東京をベースに世界中で撮影をしながら投資案件を探している。